# Meriania denticulata
Meriania denticulata är en tvåhjärtbladig växtart som först beskrevs av Henry Allan Gleason, och fick sitt nu gällande namn av John Julius Wurdack. Meriania denticulata ingår i släktet Meriania och familjen Melastomataceae. IUCN kategoriserar arten globalt som nära hotad.
Artens utbredningsområde är Ecuador. Inga underarter finns listade i Catalogue of Life.